# Везиково
Ве́зиково (фин. Vesikkola) — деревня в Клопицком сельском поселении Волосовского района Ленинградской области.

## История
Деревня Везикулова упоминается на карте Санкт-Петербургской губернии Ф. Ф. Шуберта 1834 года.
На карте Ф. Ф. Шуберта 1844 года обозначена, как деревня Вязикулова.
В пояснительном тексте к этнографической карте Санкт-Петербургской губернии П. И. Кёппена 1849 года она записана как деревня Wesikkola (Вязигова или Везикулова), входящая в состав имения Muratta-Grebla (Муратово) и указано количество её жителей на 1848 год: савакотов — 32 м. п., 37 ж. п., всего 69 человек.

ВЯЗИКОВА — деревня Ведомства государственного имущества, по просёлочной дороге, число дворов — 11, число душ — 35 м. п. (1856 год)

Согласно 10-й ревизии 1856 года крестьяне смежных деревень Вязиково и Поляково были государственными.
Согласно «Топографической карте частей Санкт-Петербургской и Выборгской губерний» 1860 года деревня Вязикова состояла из 12 крестьянских дворов, севернее деревни находились две ветряные мельницы.

ВЯЗИКОВО — деревня казённая при колодах и пруде, по левую сторону Самрянской дороги в 50 верстах от Петергофа, число дворов — 13, число жителей: 32 м п., 42 ж. п.;
 Сельское управление. (1862 год)

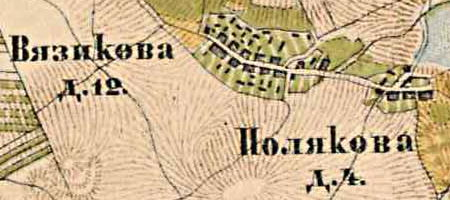
План деревни Везиково. 1885 год

Согласно карте окрестностей Санкт-Петербурга в 1885 году деревня называлась Вязикова и состояла из 12 крестьянских дворов.
В конце XIX века деревня административно относилась к Губаницкой волости 1-го стана Петергофского уезда Санкт-Петербургской губернии, в начале XX века — 2-го стана. Население деревни было однородным — финским.
В 1913 году деревня называлась Вязиково, количество дворов в ней увеличилось до 16.
С 1917 по 1923 год деревня Везиково входила в состав Везиковского сельсовета Губаницкой волости Петергофского уезда.
С 1923 года в составе Троцкого уезда.
Согласно данным переписи населения СССР 1926 года в деревне Везиково проживали 53 человека, большинство финны, а также русские и эстонцы.
С февраля 1927 года в составе Венгиссаровской волости. С августа 1927 года в составе Волосовского района.
С 1928 года в составе Горского сельсовета. В 1928 году население деревни Везиково также составляло 53 человека.

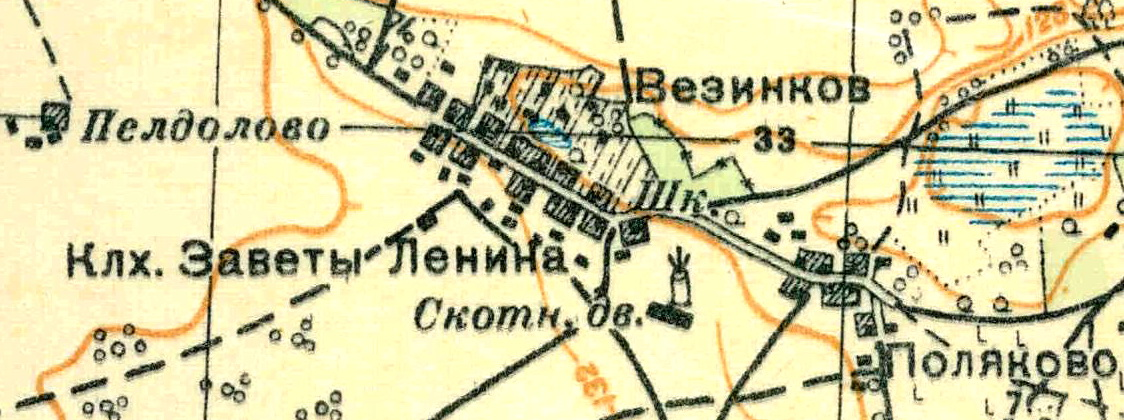
План деревни Везиково. 1931 год

Согласно топографической карте 1931 года деревня называлась Везинков и насчитывала 33 двора, в деревне был организован колхоз Заветы Ильича, а также была своя школа.
По данным 1933 года деревня Везиково входила в состав Горского сельсовета Волосовского района.
C 1 августа 1941 года по 31 декабря 1943 года деревня находилась в оккупации.
С 1950 года в составе Губаницкого сельсовета.
С 1963 года в составе Кингисеппского района.
С 1965 года вновь в составе Волосовского района. В 1965 году население деревни Везиково составляло 89 человек.
По административным данным 1966, 1973 и 1990 годов деревня Везиково также входила в состав Губаницкого сельсовета.
В 1997 году в деревне Везиково проживали 12 человек, деревня относилась к Губаницкой волости, в 2002 году — 7 человек (все русские), в 2007 году — 4 человека.
В мае 2019 года Губаницкое и Сельцовское сельские поселения вошли в состав Клопицкого сельского поселения.

## География
Деревня расположена в северо-восточной части района на автодороге 41К-353 (Торосово — Курголово).
Расстояние до административного центра поселения — 5 км.
Расстояние до ближайшей железнодорожной станции Волосово — 11 км.

## Демография
| 1862 | 2002 | 2007 | 2010 | 2017 |
| ---- | ---- | ---- | ---- | ---- |
| 74   | ↘7   | ↘4   | ↗18  | ↗21  |

### Национальный состав
Согласно данным Всероссийской переписи населения 2021 года в деревне проживали 24 человека, из них:
 русские — 16, армяне — 3 человека, остальные национальность не указали.